# Johan Anker
Johan August Anker (Berg, 28 giugno 1871 – Halden, 2 ottobre 1940) è stato un velista norvegese.
Ha partecipato a tre edizioni dei giochi olimpici (1908, 1912 e 1928) conquistando complessivamente due medaglie.
Anker è stato un valido progettista e costruttore di barche. Dal suo cantiere, acquistato nel 1905, nel 1926 uscì il Dragone, una barca a chiglia di 9 metri con tre persone di equipaggio. Divenne Classe Olimpica da Londra 1948 a Monaco 1972. Per 7 edizioni dei Giochi Olimpici molte nazioni regatarono in questa classe, che fu poi sostituita dalla classe Soling.
Ancora oggi il Dragone è considerata una delle più eleganti barche di sempre, con qualità eccezionali di navigazione.

## Palmarès
Olimpiadi
- 2 medaglie:
  - 2 ori (12 metri a Stoccolma 1912, 6 metri a Amsterdam 1928)